# 伊藤実雄
伊藤 実雄（伊藤 實雄、いとう じつお、1906年（明治39年）3月25日 - 1984年（昭和59年）4月4日）は、昭和期の農業指導者、政治家。衆議院議員、広島県安芸郡熊野町長。

## 経歴
広島県安芸郡熊野村（現熊野町）で、伊藤忠兵衛の息子として生まれた。1938年（昭和13年）私立山陽中学校（現山陽高等学校）を卒業した。
農業を営む。熊野町会議員、同町長、同町農業会長、広島県農業中央会初代会長、全国農業会議所副会長などを務めた。
1946年（昭和21年）4月の第22回衆議院議員総選挙で広島全県区に無所属で出馬して当選し、日本農民党に所属して衆議院議員に1期在任した。その後、1959年（昭和34年）6月の第5回参議院議員通常選挙で広島県地方区に無所属で立候補したが次点で落選した。
その他、毛筆工業組合理事長、昭和高等女学校理事長などを務めた。